# Presidential Medal of Freedom
Presidential Medal of Freedom er en amerikansk medalje og udmærkelse som tildeles af den amerikanske præsident.
Medaljen er sammen med Congressional Gold Medal den højeste civile udmærkelse i USA, og bliver tildelt personer, som har udøvet specielle bidrag til at forøge sikkerheden eller arbejdet for nationale interesser i USA, verdensfreden, kulturelle eller andre civile gøremål.
Udmærkelsen er civil, men kan også tildeles militærpersoner, og kan bæres på deres uniformer.
Medaljen som blev oprettet i 1960, erstattede den tidligere Medal of Freedom indstiftet af Harry S. Truman, og tildelt første gang i 1963.